# Скобліков Олександр Павлович

Могила Олександра Скоблікова

Олекса́ндр Па́влович Ско́бліков (25 лютого 1929, Дружківка — 29 січня 2005) — український скульптор, член-кореспондент Академії мистецтв України (2000), член Національної спілки художників України. Заслужений діяч мистецтв УРСР, народний художник УРСР. Депутат Верховної Ради СРСР 10-го скликання.

## Життєпис
Народився 25 лютого 1929 року в місті Дружківці (нині Донецька область).
У 1954 році закінчив Київський художній інститут (учень Михайла Лисенка).
У 1955—1971 роках — на творчій роботі. Член КПРС з 1968 року.
З 1971 року — заступник голови правління Спілки художників України, секретар правління Спілки художників СРСР. Одночасно у 1975—1982 роках — голова правління Київської організації Спілки художників України. У 1982—1983 роках — голова Спілки художників України. У 1983—2005 роках — на творчій роботі.
Обирався депутатом Київської міської ради народних депутатів (1978—1980) та Верховної Ради СРСР (1979—1984).
Був головою художньої ради з нумізматики Національного банку України.
Помер 29 січня 2005 року. Похований в Києві на Байковому кладовищі (ділянка № 49а).

## Відзнаки
Лауреат Республіканської премії ЛКСМУ імені М. Островського (1972). Заслужений діяч мистецтв УРСР (1970), народний художник УРСР (1976).
Нагороджений: орденами «За заслуги» ІІІ ступеня (2004), Трудового Червоного Прапора (1979), медалями, Почесними грамотами Президії Верховної Ради УРСР (1981) та Президії Верховної Ради БРСР (1976).

## Творчість

### Побутово-тематичні композиції
- «Куховарка на цілині» (1961);

### Портрети
- «Юлія» (1958)
- «Т. Шевченко» (1964)
- «М. Калінін» (1975)
- «Л. Брежнєв» (1975)
- «Поет Б. Олійник» (1976)
- «Академік Б. Патон» (1980)
- «Композитор Г. Майборода» (1995)
- «Народний артист України Я. Цегляр»

### Пам'ятники
- Тарасові Шевченку
  - в Шалетт-сюр-Люен у Франції (1974)
  - в Умані (1981)
  - в Батумі (1986)
  - в Краснограді (1986)
  - в Дубно (1991)
  - в Ніжині (1991)
  - в Кременчуці (1993)
  - в Хірові Львівської області (1993)
- Володимирові Леніну в Кривому Розі (1959) — у співавторстві з М. К. Вронським
- Пам'ятник Олександрові Пушкіну в Тернополі (1959) — у співавторстві з М. К. Вронським та О. П. Олійником
- Петрові Чайковському в Шахтарському (1965) — у співавторстві з М. К. Вронським;
- Михайлові Калініну в с. Калинівці Чернігівської області (1967)
- Миколі Некрасову в Немирові (1971)
- Володимиру Антонову-Овсієнку в Чернігові (1973)
- Миколі Щорсу в Чернігові (1977)
- морякам Дніпровської військової флотилії в Києві (1979) — у співавторстві зМ. К. Вронським
- Олександрові Корнійчуку в с. Плюти Обухівського р-ну Київської області
- Михайлові Кирпоносу в Чернігові (1981)
- Володимиру Вернадському в місці сполучення проспекту Берестейського і бульвару Академіка Вернадського (1981)
- Монумент на честь возз'єднання України з Росією («Арка дружби народів») в Києві (1982)
- Миколі Гоголю в Києві на Русанівській набережній (1982)
- Акакію Церетелі в Батумі (1986)
- Василю Сеньку в Чернігові (1989)
- Марії Заньковецькій в Ніжині (1993)
- Теофілу Яновському в Києві
- Сергію Лебедєву в Києві на території КПІ (2002)
- Євгену Патону в Києві на території КПІ (2002)
- Михайлу Кравчуку в Києві на території КПІ (2002)
- Людвику Варинському в с. Мартинівка Черкаської області
- Ярославу Домбровському в Житомирі
- Брав участь у оформленні Меморіального комплексу «Національний музей історії України у Другій світовій війні»

### Меморіальні дошки
- Василенку Андрію
- Граве Дмитру
- Гречку Андрію
- Димитрову Георгію (демонтована)
- Кавецькому Ростиславу
- Камєнєву Сергію (демонтована)
- Медовару Борису
- Покришкіну Олександру
- Попудренку Миколі
- Ремеслу Василю
- Жукову Георгію

### Медалі
- «Б. Хмельницький»
- «К. Ушинський»
- «М. Черемшина»